# Canadian Pacific Air Lines

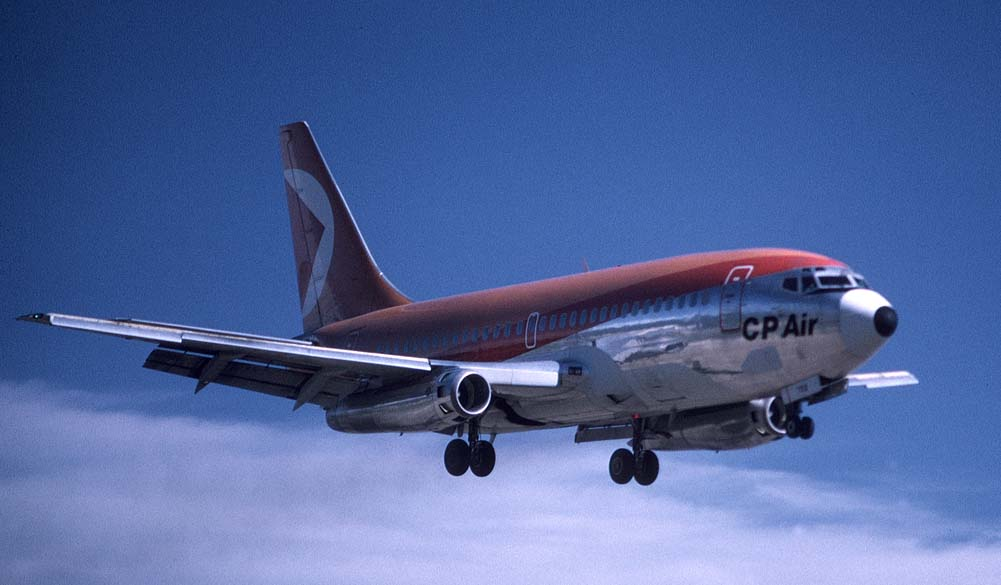
Boeing 737 de Canadian Pacific Airlines en 1971

Canadian Pacific Air Lines, connue aussi sous le nom de CP Air, était une compagnie aérienne du Canada, disparue en 1987.

## Historique
La compagnie de chemins de fer Canadien Pacifique ne s'est pas toujours limitée à des activités ferroviaires. Fin 1941, elle organisa le regroupement de dix compagnies opérant dans le bush pour créer Canadian Pacific Airlines. Le siège de l'entreprise se trouvait à Vancouver, son premier président étant Grant McConachie. Il était assisté de Punch Dickins, directeur général puis vice-président, et de Wop May, responsable des ateliers de maintenance de Calgary.
Dès sa création, CP Air dut faire face à l'opposition du gouvernement canadien, qui souhaitait que seul Trans-Canada Airlines soit considérée comme compagnie aérienne canadienne. En 1942, Canadien Pacific proposa de fusionner CP Air et TCA, mais le gouvernement d'Ottawa refusa, confirmant officiellement le rôle de transport national de TCA. 
S'intégrant dans le réseau global de Canadien Pacifique, CP Air exploitait à la fin des années 1950 des lignes régionales dans l'ouest et le nord-ouest canadien, un réseau local dans la région de Winnipeg et quelques lignes entre le Québec et le Labrador. En 1949 la compagnie fut pourtant autorisée à desservir deux routes transpacifiques à destination de Canton, Fidji et Sydney via Honolulu et Tokyo et Hong Kong via Anchorage. En 1955 fut ouverte une ligne transpolaire Vancouver-Amsterdam, puis la desserte de Lima et Mexico, et enfin un service transcontinental en échange de l'abandon de son exploitation dans l'est canadien au profit de TCA. Disposant alors de plates-formes de correspondance à Vancouver et Toronto, elle absorba Nordair puis Eastern Provincial Airways. 
En 1987, lorsque la compagnie-mère Canadien Pacifique vendit ses actifs à la Pacific Western Airlines, la fusion des deux compagnies entraîna la création de Canadian Airlines.

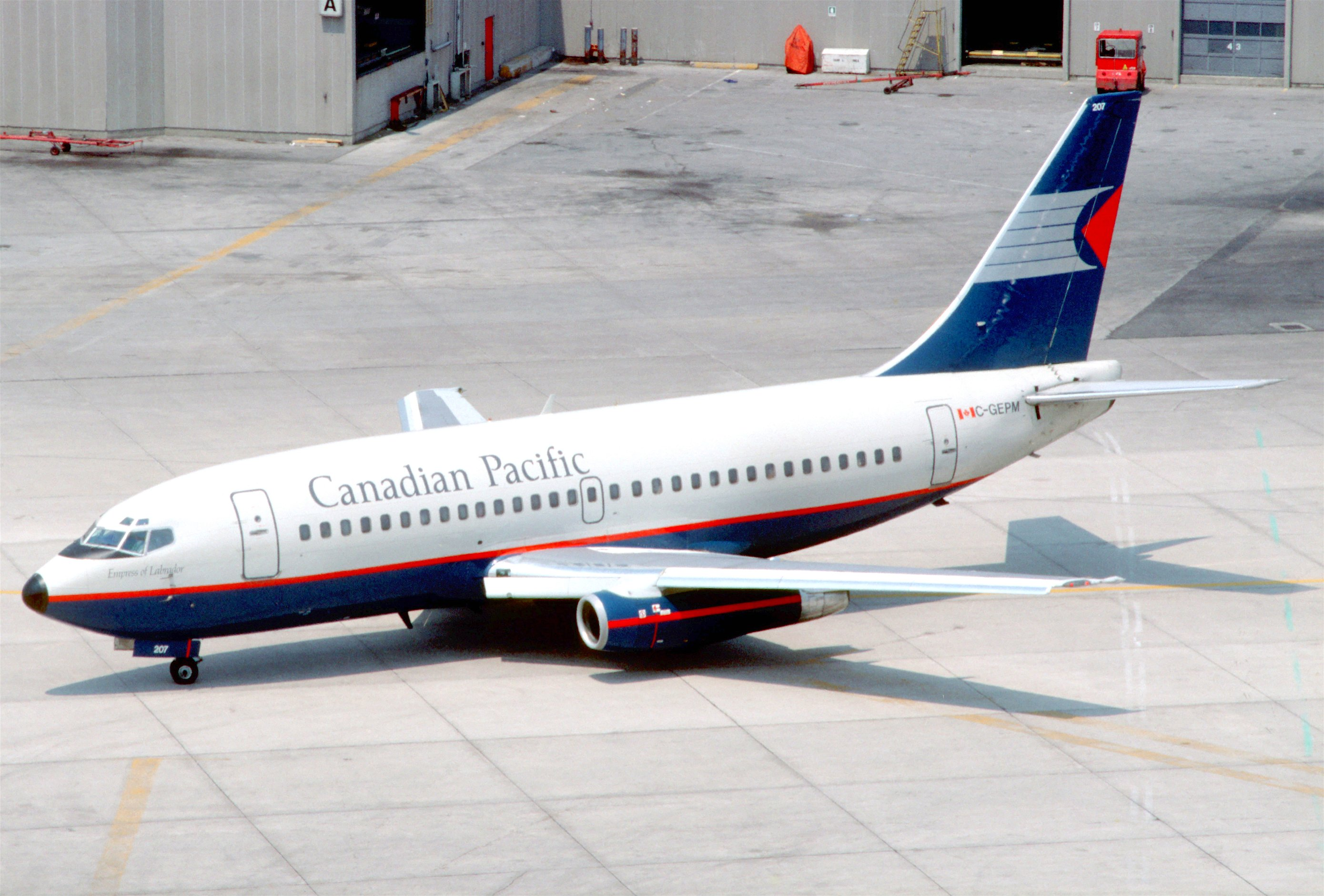
Boeing 737-200

## Les compagnies ayant précédé CP Air
- Canadian Airways : En 1926 James Armstrong Richardson, homme d'affaires de Winnipeg, forma la Western Canada Airways. La compagnie ne disposait à l'origine que d'un seul appareil, mais développa rapidement son activité dans tout le Canada, devenant connue simplement comme Canadian Airways. Ayant racheté Commercial Airways et Western Canada Airways, Canadian Airways devint la seconde flotte aérienne civile de l'Empire britannique derrière Imperial Airways au début de la Seconde Guerre mondiale, avec un parc disparate de 51 appareils : Curtiss Jenny, Junkers Ju 52 (CF-ARM), Fairchild 71C (CF-ACO & CF-ACT), Junkers W 34, Fokker Super Universal, Noorduyn Norseman, Lockheed Vega (CF-AAL) et Lockheed L-10 Electra (CF-AZY).
- MacKenzie Air Service : En 1932 Leigh Brintnell, ancien pilote de la Première Guerre mondiale constitua cette petite compagnie aérienne qui, en 1935, transportait du minerai d'uranium entre une mine d'or située à Great Bear Lake, dans les Territoires du Nord-Ouest et Edmonton en Alberta avec un Bellanca 66-70 Aircruiser (CF-AWR Eldorado Radium Silver Express). Deux autres Aircruisers furent achetés (CF-BKV en 1938 et CF-BTW en 1940) avant que MacKenzie Air Service soit absorbé par Canadian Pacific Airlines fin 1941.
- Prairie Airways : C'est au cours de l'été 1935 que le Moose Jaw Flying Club prit la décision de constituer une compagnie aérienne locale, sous la direction d'un de ses membres, Dick Ryan. Prairie Airways commença ses opérations avec un de Havilland Puss Moth et un monoplan Cessna Airmaster. En avril 1938 elle parvint à décrocher un contrat de l'Office des Postes Canadiennes qui lui permit d'acheter deux Beechcraft S18D. Rapidement ce réseau postal s'étendit de Prince Albert à North Battleford, Saskatoon et Moose Jaw, la correspondance avec le réseau Trans-Canada Airlines s'effectuant à Regina. Fin 1941 Prairie Airways apporta à Canadian Pacific Airlines deux Beechcraft S18D, un Barkley-Grow T8P-1, un Cessna Airmaster et un Waco ZQC-6.
- Starratt Airways : Constituée en 1932 à Hudson par Robert W. Starratt, pionnier de l'aviation de brousse dans le grand nord canadien.
- Yukon Southern Air Transport : Sous l'impulsion de Grant McConachie, cette compagnie qui desservait régulièrement la ligne Whitehorse-Edmonton en 1937, réalisa que l'utilisation de pistes faciliterait son exploitation, alors effectuée avec des avions équipés de flotteurs l'été et de skis l'hiver. Courant l'été 1938 furent donc aménagés les terrains de Fort Saint John et Fort Nelson, puis en 1939 celui de Watson Lake. Fin 1939 Yukon Southern Air Transport n'utilisait donc plus que des avions sur roues. Fin 1941 Yukon Southern fut achetée par CP Air, dont McConachie devint Président.